# بزنغيات
بَزَنْغِيَّات فصيلة من نجوم البحر توجد فقط في أعماق البحار. يسكنون المحيطين الأطلسي والهادئ في الأعماق السحيقة، ويوجدون أيضًا في المحيط الجنوبي وحول القارة القطبية الجنوبية في أعماق ضحلة قليلاً. يُراوح غورها بين 300 و 500 م. أشهرا أجناسها بزنغة.

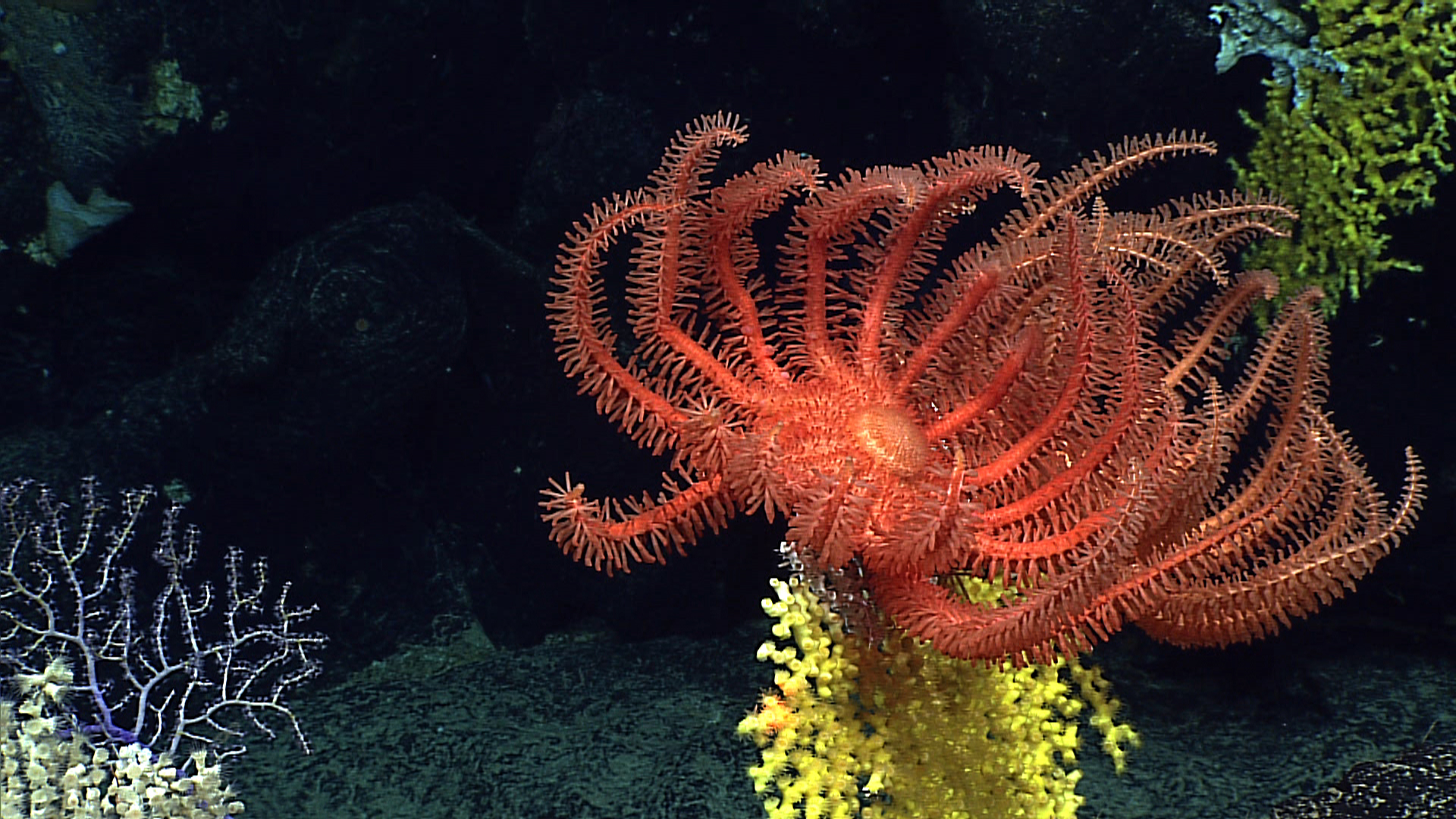